# Manasseh I
Menasseh ben Hezekiah (... – 865) era un sovrano dei Khazari menzionato nella corrispondenza di Khazaria (raccolta di lettere in Lingua ebraica).
Probabilmente regnò tra la metà e la fine del IX secolo d.C.. Era il figlio di Hezekiah, a sua volta figlio di Obadiah.
Poco si sa del suo regno. Come con altri sovrani bulanidi (sovrani di religione ebraica successivi a Bulan), non è chiaro se fosse Khagan o Khagan Bek dei Khazari, sebbene quest'ultimo sia più probabile.
A Manasseh I successe suo zio Hanukkah.